# Резолюция Совета Безопасности ООН 50
Резолюция Совета Безопасности 50, принятая 29 мая 1948 года, призвала все правительства и власти, участвующие в конфликте в Палестине, прекратить действие всех вооруженных сил в течение четырёх недель, воздерживаться от введения любого боевого персонала в Палестину, Египет, Ирак, Ливан, Саудовскую Аравию, Сирию, Иорданию и Йемен, во время прекращения огня воздерживаться от импорта или экспорта военного материала в Палестину, Египет, Ирак, Ливан, Саудовскую Аравию, Сирию, Трансиорданию и Йемен.
В резолюции далее содержится настоятельный призыв ко всем правительствам и властям сделать все возможное для обеспечения безопасности Святых мест в этом районе, а также городе Иерусалиме и обеспечить к ним свободный доступ. Посреднику Организации Объединённых Наций в Палестине было поручено установить контакт со всеми вовлеченными сторонами, чтобы проследить, что перемирие осуществляется, и предложено предоставить ему столько военных наблюдателей, сколько было бы необходимо для этого. В резолюции было принято решение о том, что если бы были нарушены условия, изложенные в ней и предыдущих резолюциях, Совет пересмотрел бы этот вопрос с целью принятия мер в соответствии с главой VII Устава Организации Объединённых Наций.
Резолюция была принята по частям; голосование по резолюции в целом не проводилось.